# 塞莱
塞莱（法語：Cellé，法語發音：[sɛle]）是法国卢瓦-谢尔省的一个市镇，属于旺多姆区。

## 地理
塞莱（47°50'1"N, 0°46'58"E）面积12.67 平方千米，位于法国中央-卢瓦尔河谷大区卢瓦-谢尔省，该省份为法国中北部省份，北起厄尔-卢瓦省，东北接卢瓦雷省，东南接谢尔省，南至安德尔省，西南接安德尔-卢瓦尔省，西北接萨尔特省。
与塞莱接壤的市镇（或旧市镇、城区）包括：博讷沃、方丹莱科托、布赖河畔萨维尼、特罗、布赖河畔贝塞、拉沙佩勒于翁。

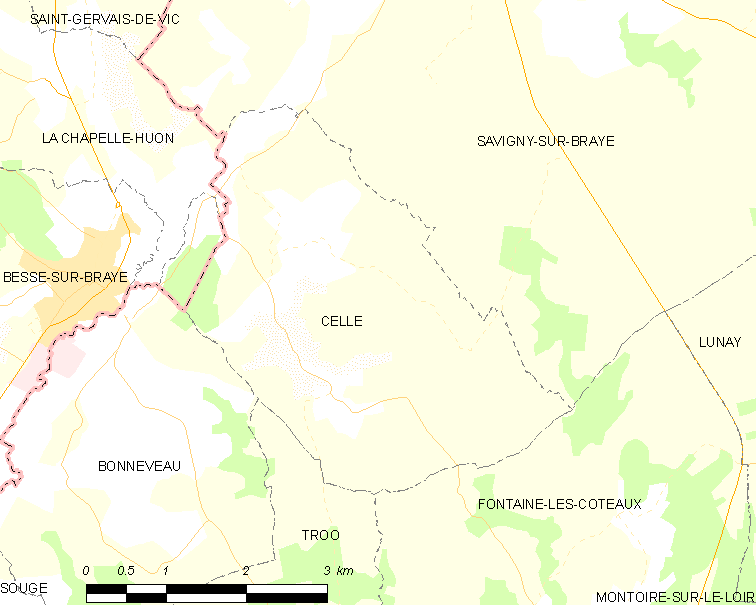
塞莱的OSM定位图

塞莱的时区为UTC+01:00、UTC+02:00（夏令时）。

## 行政
塞莱的邮政编码为41360，INSEE市镇编码为41030。

## 政治
塞莱所属的省级选区为佩尔什县。

## 人口

1962-2008年间塞莱人口变化图示

塞莱于2022年1月1日时的人口数量为225人。